# Eudistes
Pour les articles homonymes, voir Eudistes (homonymie).
 (avril 2020).
Si vous disposez d'ouvrages ou d'articles de référence ou si vous connaissez des sites web de qualité traitant du thème abordé ici, merci de compléter l'article en donnant les références utiles à sa vérifiabilité et en les liant à la section « Notes et références ».
Les Eudistes ou la congrégation de Jésus et Marie (en latin Congregatio Jesu et Mariae ou Congregatio Eudistarum) est une société de vie apostolique de droit pontifical.

## Historique
Fondée à Douvres-la-Délivrande (Calvados, France) le 25 mars 1643 par saint Jean Eudes (1601-1680), la congrégation de Jésus et Marie, dite des Eudistes, relève du courant de l'école française de spiritualité, comme la congrégation de l'Oratoire auquel saint Jean Eudes a appartenu.
La congrégation des Eudistes est fondée pour l'exercice des missions et des séminaires, à savoir la formation du clergé. Le premier séminaire fondé par Jean Eudes est le séminaire des Eudistes de Caen. Pendant la vie de Jean Eudes, la congrégation fonde des grands séminaires en France (en Normandie et à Rennes) : à Caen (1643), Coutances (1650), Lisieux (1653), Rouen (1658), Évreux (1667), et Rennes (1670). Le fondateur ne songe pas à en ouvrir de nouveaux, mais admet aussi des prêtres souhaitant y faire des retraites ou approfondir leurs études, ainsi que des étudiants en théologie. Après sa mort, des eudistes sont nommés pour diriger les séminaires de Valognes, Avranches, Dol, Senlis, Blois, Domfront et Séez. À Rennes, Rouen et dans d'autres villes, les séminaires sont davantage accessibles à des séminaristes venant de familles modestes, destinés à évangéliser les campagnes. Des classes pour les plus jeunes s'ouvrent pour former des petits séminaires (niveau secondaire).

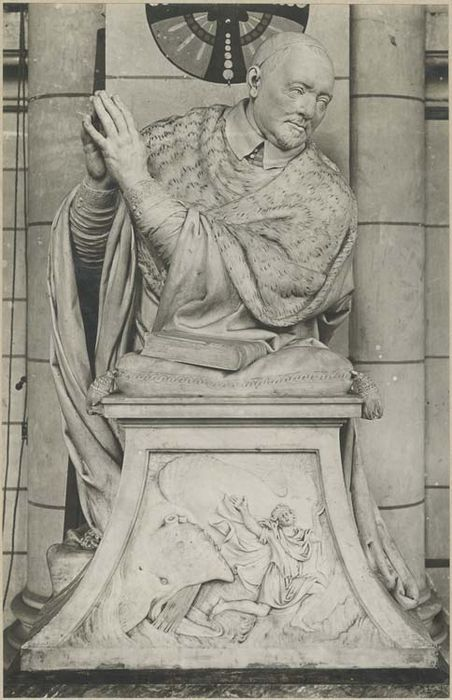
Statue de Pierre de Bérulle (XVIIe siècle), collège de Juilly.

Sous la Révolution, trois eudistes, les pères François-Louis Hébert, Claude Potier et François Lefranc, font partie des martyrs massacrés en septembre 1792 et leur béatification est prononcée à Rome en 1926. Le père Hébert était le confesseur de Louis XVI.
Après la Révolution, la congrégation ne se forme à nouveau en France que véritablement dans la seconde moitié du XIXe siècle, donc trop tard pour diriger à nouveau des séminaires. C'est le père Blanchard, ancien supérieur du petit séminaire de Rennes, qui la refonde en 1826. Elle se tourne alors vers les missions, notamment en Amérique (surtout en Colombie et au Canada), et vers l'éducation secondaire (dans des maisons d'éducation appelées collèges). Le décret de mars 1880, les lois sur les associations de 1901 et de 1905 ruinent leurs implantations en France, les Eudistes sont interdits d'enseigner, toutefois ils parviennent quelques décennies plus tard à maintenir des écoles comme Saint-Jean-de-Béthune à Versailles (ensuite renommée « Saint-Jean-Hulst ») ou Saint-Martin de Rennes. Ces établissements sont désormais confiés à des laïcs. La crise de l'Église à partir des années 1970 et les bouleversements des mœurs frappent de plein fouet la congrégation en Occident. En 1994, il reste cent quatre-vingt-onze eudistes français, et en 2016, ils ne sont plus que cinquante-quatre. En France en 2021, ils vivent désormais en huit petites communautés (Caen, Cosne-sur-Loire, Orléans, Paris, Rennes, Saint-Léonard-de-Noblat, Saint-Malo, Versailles).
Au service des diocèses, les Eudistes vivent en communautés fraternelles et travaillent dans la formation des prêtres et des laïcs, dans la mission en paroisses, dans les mondes scolaire et étudiant, dans la prédication de retraites. Les vocations proviennent désormais essentiellement d'Amérique latine ou d'Afrique.

## Activités et implantations

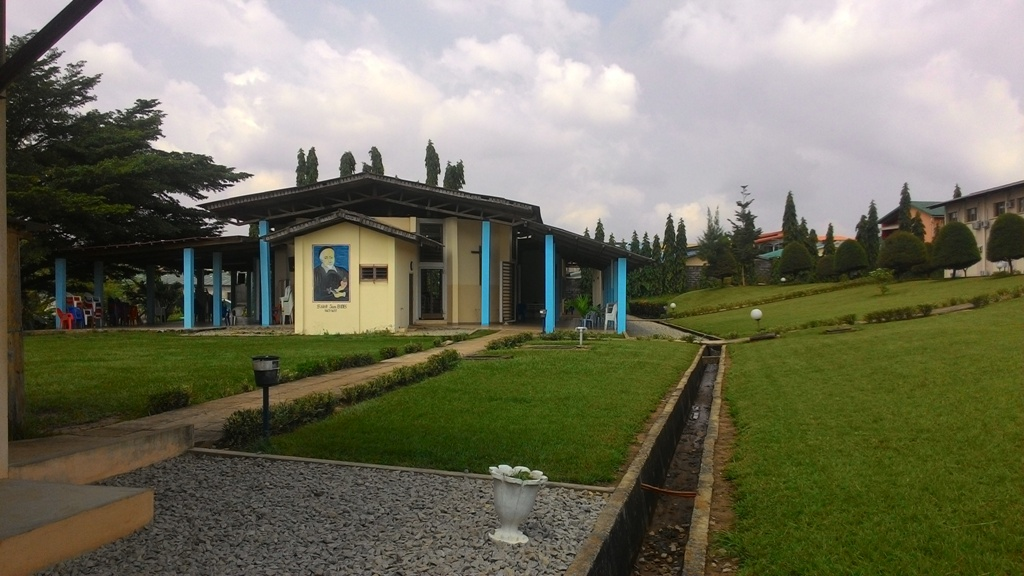
Paroisse de la communauté des Eudistes à Abata (Abidjan, Côte d'Ivoire).

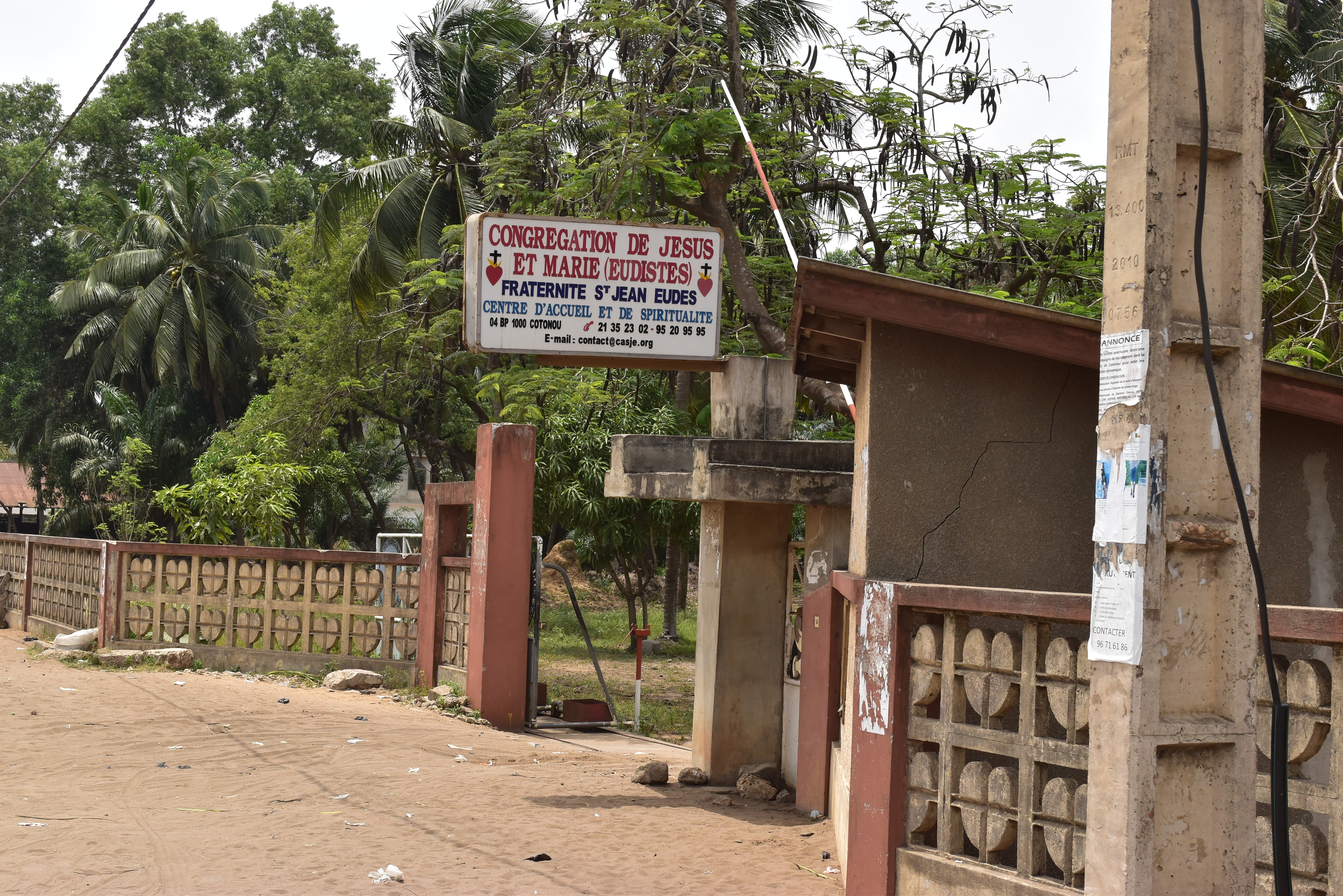
Centre d'accueil et de spiritualité à Cotonou (Bénin).

Aujourd'hui, les Eudistes sont présents en France et dans dix-huit pays dans le monde. La maison généralice est située à Rome.

### Dans le monde
Dans le monde, les Eudistes sont présents dans dix-huit pays, notamment :
- Amérique : Brésil, Canada, Chili, Colombie, Équateur, États-Unis, Honduras, Mexique, Nicaragua, Pérou, Venezuela, République dominicaine ;
- Afrique : Bénin, Burkina Faso, Côte d'Ivoire, Togo, Kenya ;
- Asie : Philippines.

En 2020, on estime leur nombre dans le monde à 400, prêtres pour la plupart.
Début janvier 2017, à Mexico, le père Jean-Michel Amouriaux est élu supérieur général des Eudistes. Il quitte alors ses fonctions de recteur du grand séminaire de Rennes et de provincial de France pour gagner la maison généralice des Eudistes à Rome. C'est un spécialiste de Jean Eudes : il participe notamment à la constitution du dossier pour la proclamation de Jean Eudes comme docteur de l'Église.

## Supérieurs généraux
- Saint Jean Eudes (du 25 mars 1643 au 19 août 1680)
- Jacques Blouet de Camilly (de 1680 à 1711)
- Guy de Fontaines de Neuilly (de 1711 à 1727)
- Pierre Cousin (de 1727 à 1751)
- Jean Prosper Auvray de Saint-André (de 1751 à 1769)
- Michel Lefèvre (de 1769 à 1775)
- Pierre Le Coq (de 1775 à 1777)
- Pierre Dumont (de 1777 à 1782)
- Bienheureux François-Louis Hébert (de 1782 à 1792)
- Charles-Toussaint Blanchard (du 9 janvier 1826 à 1830)
- Jérôme-Julien Louïs de la Morinière (de 1830 à 1849)
- Louis Gaudaire (de 1849 à 1870)
- Ange Le Doré (de 1870 à 1919)
- Paul Le Courtois (de 1944(?) à 1948)
- François Lebesconte (de 1948 à 1953)
- Armand-François Le Bourgeois (de 1953 à 1966)
- Fernand Lacroix (de) (de 1966 à 1970)
- Clément Guillon (de 1971 à 1983)
- Rénald Hébert (de 1983 à 1989)
- Pierre Drouin (de 1989 à 2001)
- Michel Gérard (de 2001 à 2011)
- Jean Camus (de 2011 à 2012)
- Camilo Bernal Hadad (de 2012 à 2017)
- Jean-Michel Amouriaux (depuis 2017)

## Personnalités
- Père François-Louis Hébert (1738-1792), supérieur général, et abbé Jacques-François Lefranc (1739-1792), tous deux victimes des massacres de Septembre ;
- Père Charles-Toussaint Blanchard (1755-1830), chanoine et grand vicaire de Rennes, qui réunit plusieurs eudistes le 9 janvier 1826 à Pont-Saint-Martin. Cette rencontre marqua la renaissance de la congrégation des Eudistes qui s'était dissoute avec la Révolution[4].
- Père Joseph Gallix (mort en 1942) ;.
- Père Origène Voisine, directeur général du collège Jean-Eudes à Montréal de 1972 à 1999.
- Père Rafael Garcia Herreros (1909-1992), prêtre eudistes colombien, fondateur de l'œuvre du Minuto de Dios.

Plusieurs prêtres eudistes sont devenus évêques :
- Luc Crepy, évêque de Versailles à compter de 2021, a été vicaire général de la congrégation de 2012 à 2015 ;
- Michel Dubost, évêque d'Évry de 2000 à 2017 ;
- René-Marie Ehuzu (1944-2012), évêque d'Abomey et de Porto-Novo (Bénin) ;
- Claude Frikart, évêque auxiliaire de Paris de 1986 à 1997 ;
- Clément Guillon, évêque de Quimper et Léon de 1988 à 2007, a été supérieur général de 1971 à 1983.

Le cardinal Baltazar Porras Cardozo, archevêque de Mérida de 1991 à 2023, et de Caracas depuis 2023, est un des sept cents membres associés des Eudistes (laïcs et clercs non incorporés).